# Ducesa Cecilie de Mecklenburg-Schwerin
Cecilie de Mecklenburg-Schwerin (Cecilie Auguste Marie; 20 septembrie 1886 – 6 mai 1954) a fost Prințesă Moștenitoare a Germaniei și Prusiei ca soție a lui Wilhelm, Prinț Moștenitor al Germaniei, fiul cel mare al împăratului Wilhelm al II-lea al Germaniei.

## Primii ani

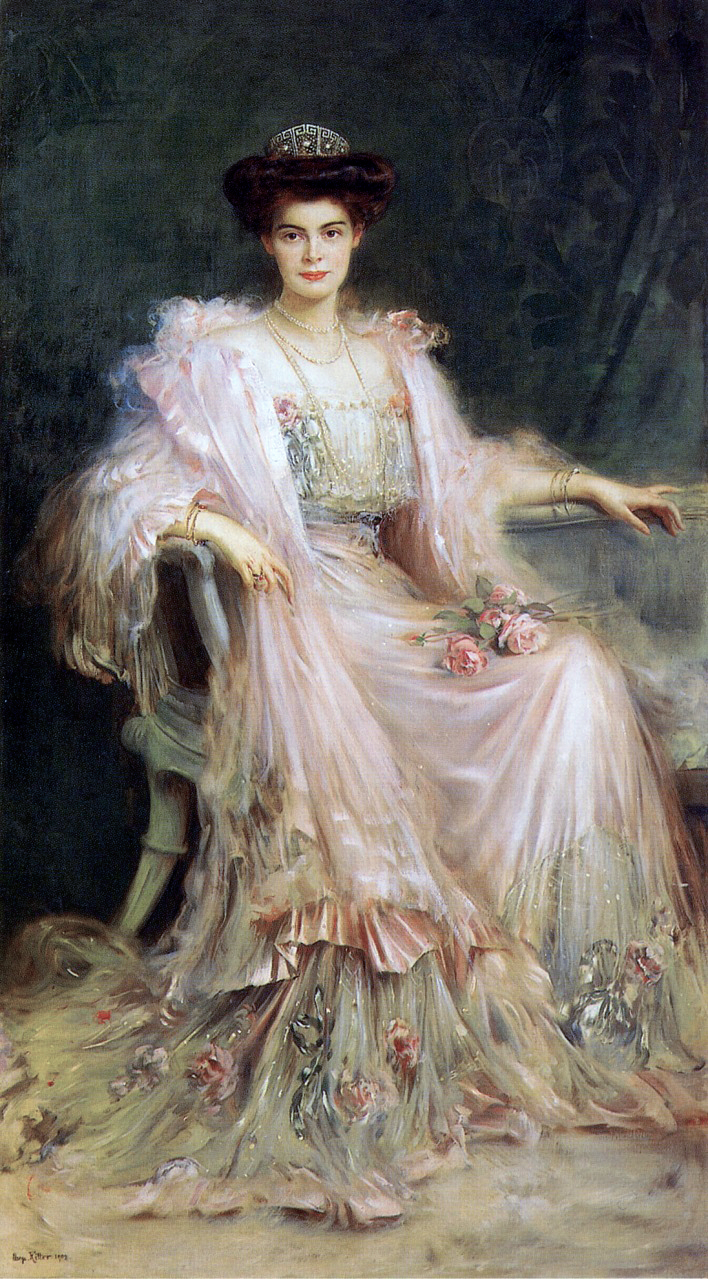
Cecilie de Mecklenburg-Schwerin

Cecilie a fost fiica cea mică a lui Francisc al III-lea de Mecklenburg-Schwerin și a Marii Ducese Anastasia Mihailovna a Rusiei. Frații ei mai mari au fost: Prințesa Alexandrine, viitoare regină a Danemarcei, și Prințul Frederic Francisc, viitorul Mare Duce de Mecklenburg. Și-a petrecut mare parte din copilărie la Schwerin la reședința regală de la Ludwiglust și la castelul de vânătoare de la Gelbensande, situat la doar câțiva kilometri de coasta Marii Baltice.
Tatăl ei suferea de astm și severe dificultăți de respirație iar climatul rece și umed din Mecklenburg nu era bun pentru sănătatea lui. Ca urmare, Cecilie a petrecut o mare parte din timp cu familia ei la Cannes în sudul Franței. Riviera franceză era frecventată de membri ai  familiilor regale europene și acolo Cecilie a ajuns să cunoască mulți membri din diferite case regale: împărăteasa Eugénie, văduva lui Napoleon al III-lea al Franței, regele Eduard al VII-lea, unchiul viitorului ei soț și multe rude rusești.
În timpul unei vizite din iarna anului 1897, soar Ceciliei, Alexandrine, l-a întâlnit pe viitorul ei soț, Christian, Prințul Moștenitor al Danemarcei (viitorul rege Christian al X-lea), la scurtă vreme după decesul timpuriu al tatălui ei la vârsta de 46 de ani. Nunta surorii ei a avut loc la Cannes în aprilie 1898. 
După decesul tatălui ei, mama ei a început s-o ducă în lunile de vară în vizită la familia ei din Rusia. Cecilie a locuit în casa bunicului matern, Marele Duce Mihail Nicolaievici al Rusiei. Vizitele au încetat numai după ce s-a căsătorit. 

## Căsătorie

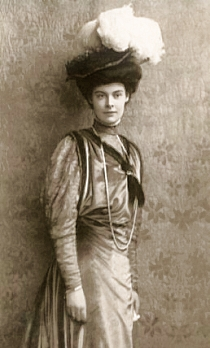
Prințesa Cecilie în 1908.

În timpul festivităților la nunta fratelui ei în Schwerin, în iunie 1904, ducesa Cecilie în vârstă de 17 ani l-a cunoscut pe viitorul ei soț, Prințul Wilhelm. Kaiserul Wilhelm al II-lea și-a trimis fiul cel mare la festivități în calitate de reprezentant personal. Mai înaltă decât multe femei din timpul ei, cu 1,82 m, Cecilie era la fel de înaltă ca prințul moștenitor german. Wilhelm a fost impresionat de frumusețea ei.
La 4 septembrie 1904, cei doi tineri și-au sărbătorit logodna la castelul de vânătoare Gelbensande din Mecklenburg-Schwerin. Kaiserul german le-a făcut cadou de logodnă o locuință din lemn construită în apropiere. La 5 septembrie au fost făcute primele fotografii oficiale ale cuplului.
Nunta Ducesei Cecilie de Mecklenburg-Schwerin cu Prințul Moștenitor german Wilhelm a avut loc la 6 iunie 1905 la Berlin. A fost considerată nunta anului. Au participat peste cincizeci de persoane din diferite case regale europene inclusiv Marele Duce Mihail Alexandrovici al Rusiei, reprezentând pe fratele său, țarul Nicolae al II-lea, Arhiducele Franz Ferdinand, reprezentând pe împăratul austriac Franz Josef, precum și reprezentanți din Danemarca, Italia, Belgia, Portugalia și Țările de Jos. În ziua nunții ei, Kaiser Wilhelm al II-lea i-a acordat nurorii sale Ordinul Louise.
Ceremonia nunții a avut loc la Capela Regală și, de asemenea, la Catedrala Berlin din apropiere. Cuplul regal a primit drept cadou de nuntă bijuterii de neprețuit, argintărie și porțelan. La dorința miresei, a fost cântat celebrul marș de nuntă a lui Richard Wagner din Lohengrin alături de muzica din Maeștrii cântăreți din Nürnberg dirijată de Richard Strauss. Ducesa Cecilie de Mecklenburg-Schwerin a devenit Prințesă Moștenitoare a Germaniei și era de așteptat ca într-o zi să devină împărăteasă a Germaniei.

## Prințesă Moștenitoare

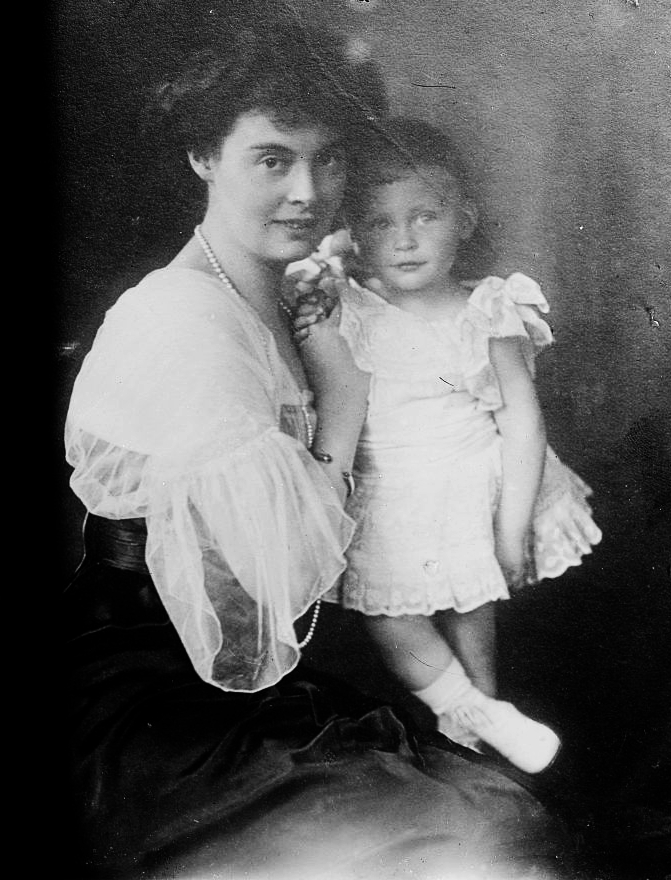
Cecilie cu unul din fiii ei.

Ca Prințesă Moștenitoare, Cecilie a devenit rapid unul dintre cei mai iubiți membri ai Casei imperiale germane. Ea a fost cunoscută pentru eleganța și simțul ei pentru modă. Nu a durat mult până când stilul ei a fost copiat de multe femei de-a lungul Imperiului German.

După încheierea festivităților de nuntă, noul cuplu princiar și-au stabilit reședința de vară la Palatul Marble din Potsdam. În fiecare an, la începutul sezonului curții în luna ianuarie, cei doi urmau să revină la palatul Prințului Moștenitor din Berlin. Primul copil al Ceciliei s-a născut la 4 iulie 1906 și a primit tradiționalul nume Hohenzollern de Wilhelm.  La acea vreme, monarhia germană părea să fie foarte sigură. 
Deși în public căsătoria Prințului și a Prințesei Moștenitoare părea să fie perfectă, au apărut repede fisuri din cauza ochilor rătăcitori ai Prințului Moștenitor. Foarte devreme, Prințul Wilhelm a început o serie de aventuri care au tensionat relația dintre soț și soție. În ciuda infidelității soțului ei, până la 1917, Cecilie a născut șase copii:
- Prințul Wilhelm al Prusiei (1906–1940); s-a căsătorit cu Dorothea von Salviati, au avut copii.
- Prințul Louis Ferdinand al Prusiei, Șeful Casei de Hohenzollern (1907–1994); s-a căsătorit cu Kira Kirillovna a Rusiei, au avut copii.
- Prințul Hubertus al Prusiei (1909–1950); s-a căsătorit cu baroneasa Maria von Humboldt-Dachroeden, fără copii; a doua oară s-a căsătorit cu Prințesa Magdalena Reuss de Köstritz, au avut copii.
- Prințul Friedrich Georg al Prusiei (1911–1966); s-a căsătorit cu Lady Brigid Guinness, au avut copii.
- Prințesa Alexandrine a Prusiei (1915–1980), care a avut sindromul Down.
- Prințesa Cecilie a Prusiei (1917–1975); s-a căsătorit cu arhitectul american Clyde Kenneth Harris, au avut copii.

Cecilie a avut un impact considerabil într-o serie de domenii, inclusiv în educația femeilor. Mai multe școli și drumuri au fost numite după ea. La 6 decembrie 1906 Prințesa a botezat vaporul "Prințesa Moștenitoare Cecilie". Pentru Cecilie, care era pasionată de mare din copilărie, gestul i-a adus o mare bucurie și onoare. Spre sfârșitul anului 1910, cuplul princiar german a început un tur care a inclus Ceylon, India și Egipt. După ce s-a întors la Berlin, viața Ceciliei era compusă din participarea constantă la parade militare, banchete de gală, ceremonii oficiale și alte îndatoriri la curte, inclusiv vizite ale altor curți regale. În mai 1911, Cecilie și Prințul Moștenitor au vizitat curtea rusă imperială din Sankt-Petersburg. Vizita a coincis cu ziua de naștere a țarului rus. A urmat în iunie 1911 o vizită la Londra la regele George al V-lea și la regina Maria la Palatul Buckingham. Regina Maria a fost deosebit de mândră de cuplu imperial și a menținut contactul cu Prințesa Cecilie până la moartea ei în 1953. Vizita la Londra din 1911 a fost ultima vizită a Ceciliei în calitate de reprezentant al Imperiului German.

### Primul Război Mondial

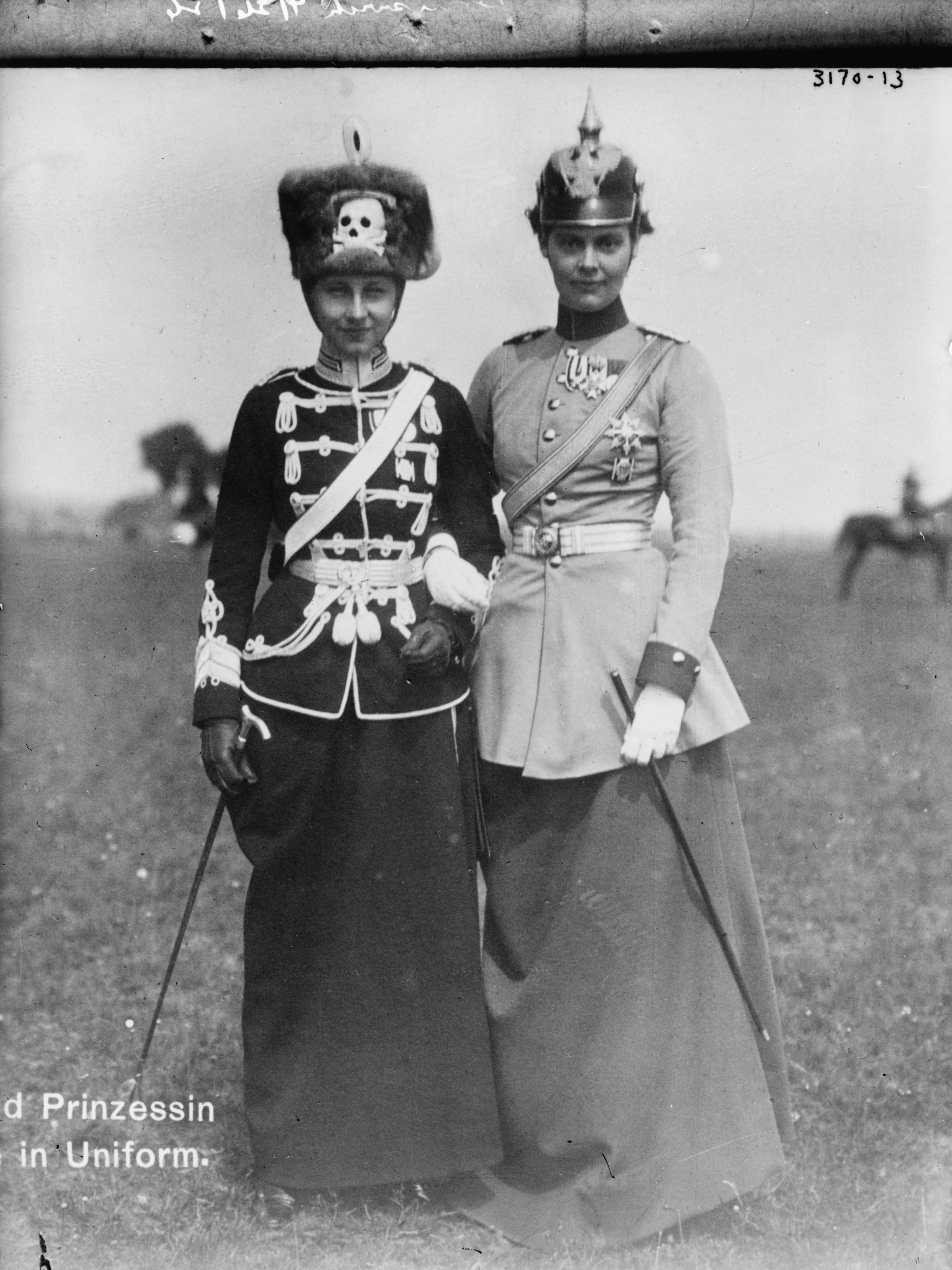
Prințesa Cecilie cu cumnata sa, Prințesa Victoria Luise a Prusiei, cca 1910-1915.

În momentul izbucnirii războiului în 1914, Cecilie era din nou însărcinată. Tragedia a lovit-o foarte mult atunci când prima ei fiică s-a născut cu sindromul Down. Având în vedere natura afecțiunii și ridigitatea protocolului curții de Hohenzollern, starea copilului nu a fost făcută public.
 
Toată lumnea aștepta de la Cecilie să-și continue atribuțiile neafectată, ea trebuind să facă vizite regulate răniților în război în efortul de a-i susține moral. Soțul Ceciliei a servit pe frontul de vest sub comanda directă a feldmareșalul Hindenburg. În ultima fază a războiului mari dificultăți au afectat poporul german. Pentru Cecilie, care prin mama ei avea legături de familie strânse cu curtea rusă, revoluția rusă din martie 1917 a afectat-o foarte mult. Unchii ei, Marii Duci Serghei, Nicolae și George au fost toți uciși.
Situația politică și economică în ultimul an de război a devenit și mai fără speranță. La 6 noiembrie 1918, noul cancelar german, Prințul Max de Baden, s-a întâlnit cu ministrul Wilhelm Solf pentru a discuta despre viitorul Imperiului German. Amândoi erau de părere că monarhia ar putea supraviețui numai cu eliminarea Kaiserului și a fiul său, Prințul Moștenitor și înființarea unei regențe în numele tânărului fiu al Prințesei Cecilie. O astfel de idee a dispărut repede după ce Friedrich Ebert a devenit cancelar și o republică avea să fie declarată câteva zile mai târziu.
 
Atât Kaiserul cât și Prințul Moștenitor au trecut granița pentru a căuta exil în neutra Olandă. Monarhia s-a prăbușit odată cu înfrângerea Germaniei la sfârșitul războiului. Cecilie cu copiii ei locuiau la Potsdam în timpul perioadei revoluționare. S-a mutat cu copii și cu soacra ei în siguranța relativă a Palatului Neues. Aici era când împărăteasa Auguste Viktoria și-a informat nora: "Revoluția a izbucnit. Kaiserul a abdicat. Războiul este pierdut".

## După prăbușirea monarhiei germane

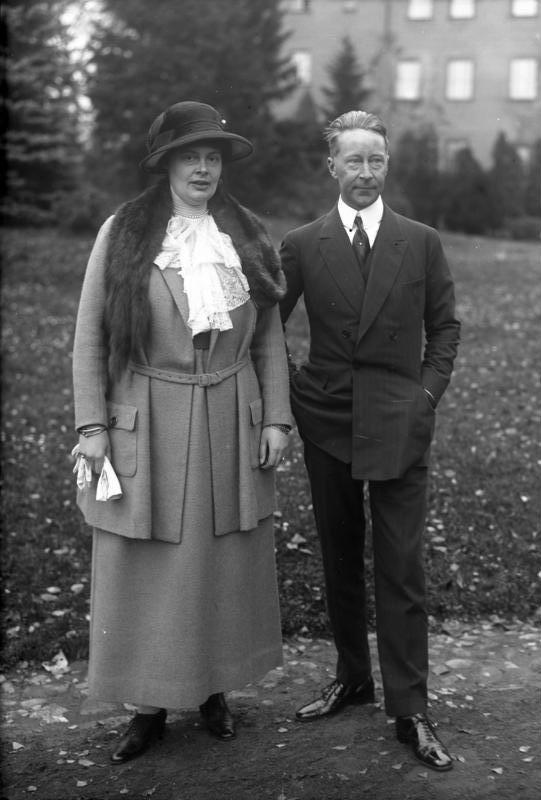
Cecilie și Wilhelm în mai 1930.

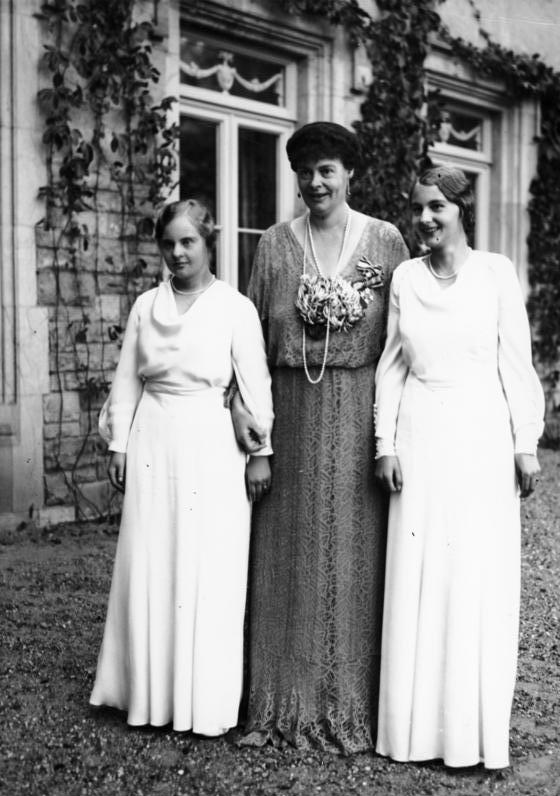
Cecilie și fiicele ei în 1934, Potsdam.

Fosta Prințesă Moștenitoare germană privea realist noua situație politică cu care se confrunta familia ei și Germania. Fosta împărăteasă a plecat în exil alăturându-se soțului ei. Cecilie era pregătită să facă același lucru însă a vrut să rămână în Germania, împreună cu copiii ei, dacă era posibil. I s-a permis acest lucru și la 14 noiembrie ea a plecat de la Palatul Neues și s-a întors la Potsdam. Cecilie a redus personalul de uz casnic cu 50%. Tutorele copiilor ei, de asemenea a părăsit serviciul și ca urmare cei doi fii ai ei mai mari, prinții Wilhelm și Louis Ferdinand, pentru prima dată au frecventat o școală din apropiere. Cecilie a empatizat cu situația dificilă a poporului german. 
Lui Wilhelm i s-a permis întoarcerea în Germania în 1923. Din fericire pentru familia Hohenzollern ei și-au păstrat proprietățile private importante din Germania, ca urmare a unui acord provizoriu elaborat între familia Hohenzollern și statul prusac în noiembrie 1920. Castelul Oels, un castel cu 10.000 de hectare de teren funcțional în Silezia (astăzi situat în Polonia), a asigurat venituri substanțiale pentru familia Ceciliei. În absența soțului ei, Cecilie a devenit figura centrală în Casa de Hohenzollern. Fosta Prințesă Moștenitoare  nu trăia cu iluzia că imperiul va fi restaurat, spre deosebire de socrul ei exilat în Doorn în Țările de Jos.
La 13 noiembrie 1923 Cecilie și-a întâlnit soțul la Castelul Oels. Anii de separare, precum și comportamentul lui Wilhelm a făcut ca mariajul să fie doar cu numele, însă Cecilie era determinată să păstreze lucrurile împreună chiar și la distanță. Ea a început să locuiască din ce în ce mai mult la Potsdam, în timp ce soțul ei locuia în Silezia. Cuplul se reunea când era necesar, în cazul evenimentelor de familie cum ar fi nunți, botezuri, înmormântări.
În 1927 s-a ajuns la un acord financiar final între Hohenzollerni și statul prusac. Cecilie a rămas activă în mai multe organizații de caritate, cum ar fi Fundația reginei Luise, Uniunea Femeilor Patriei, și Doamnele Ordinului Sf. Ioan,   păstrându-se departe de orice implicare politică. Odată cu venirea la putere a Partidului Național Socialist al lui Adolf Hitler, în 1933, toate astfel de organizație de caritate s-au dizolvat.
În perioada 1933-1945, Cecilie a locuit la Potsdam. Fiul ei cel mare, Prințul Wilhelm, și-a pierdut poziția sa ca posibil moștenitor, atunci când s-a căsătorit morganatic cu Dorothea von Salviati la 3 iunie 1933. Chiar dacă casa regală a fost detronată în mod oficial, normele sale interne încă persistau. Părinții prințului au fost mult mai înțelegători cu fiul lor decât Kaiserul exilat. Cecilie nu a fost perturbată și a fost încântată când a devenit bunică pentru prima oară la 7 iunie 1934.
 
În 1935, al doilea fiu al Cecilie a lucrat, după ce a studiat economie și a muncit pentru o perioadă în Statele Unite ca mecanic pentru Ford. Al treilea fiul, Hubertus, după ce s-a ocupat o perioadă de timp cu agricultura, a intrat în armată și a devenit pilot. Cel mai tânăr fiu, Friedrich, a intrat în afaceri. În luna mai 1938 Prințul Louis Ferdinand s-a căsătorit cu Marea Ducesă Kira a Rusiei, fiica pretendentul la tronul Rusiei, Marele Duce Kiril Vladimirovici. A fost ultima mare ocazie de familie înainte de izbucnirea celui de-al Doilea Război Mondial în septembrie 1939.

### Al Doilea Război Mondial

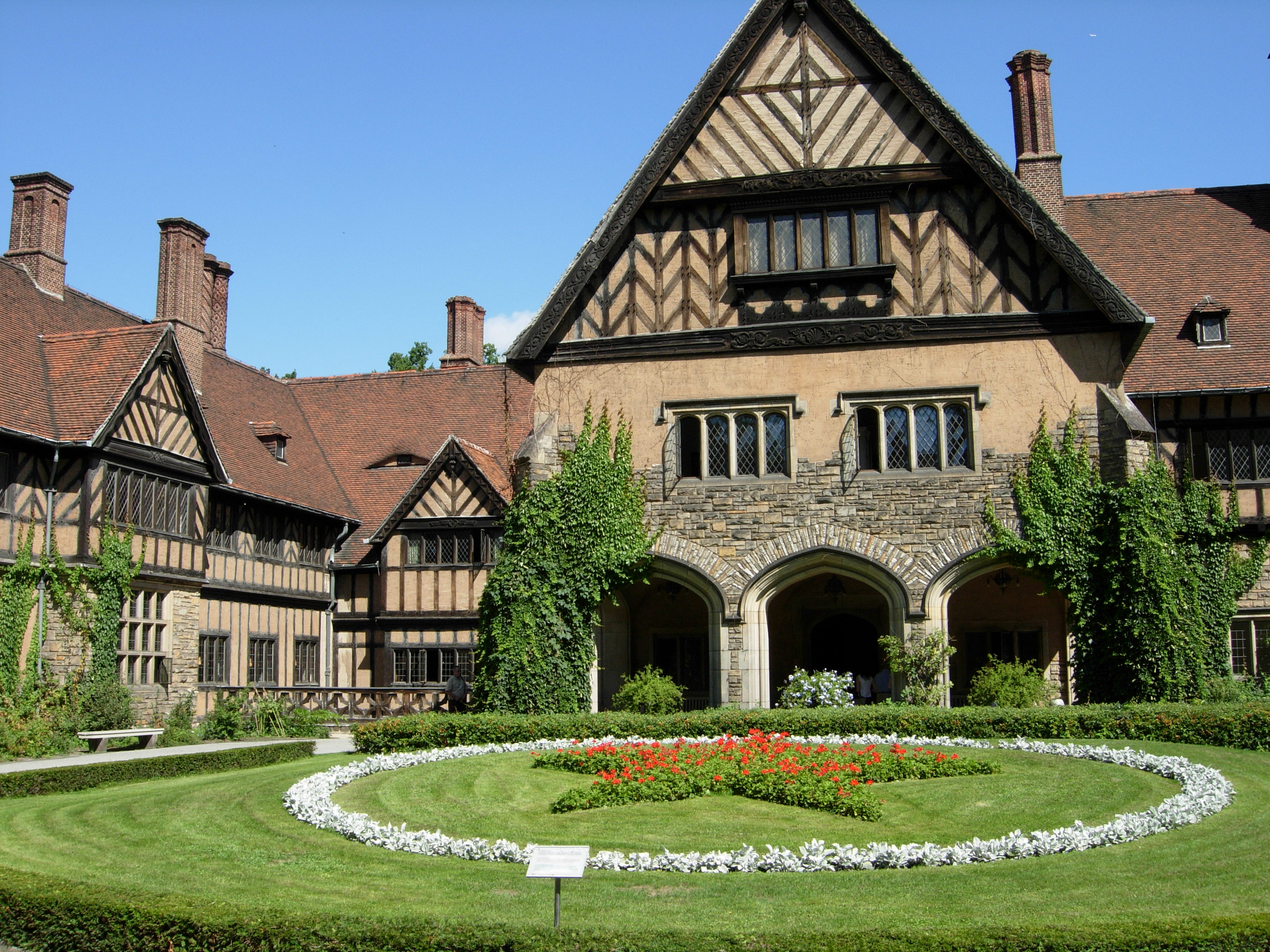
Palatul Cecilienhof din Potsdam, reședința Ceciliei

O perioadă de calm relativ pentru familia Cecilie și pentru Germania s-a sfârșit odată cu izbucnirea celui de-al Doilea Război Mondial, în septembrie 1939. Nepotul de frate al soțului Ceciliei, în vârstă de 24 de ani, Prințul Oskar, a murit la cinci zile după invazia Poloniei. Altă tragedie personală a avut loc când fiul ei Prințul Wilhelm care a luat parte la invazia Franței, a fost rănit în timpul luptelor în Valenciennes și a murit la spital la Nivelles la 26 mai 1940. Funerariile sale au avut loc la Potsdam la 28 mai.
Peste 50.000 de oameni s-au aliniat în drum spre locul de veci al Prințului. Rata imensă de participare și respectul pentru prințul care a murit ca un erou l-au înfuriat pe Adolf Hitler. Ca urmare nici un prinț din fostele dinastii germane nu a mai fost lăsat să servească pe front și în 1943 Hitler a ordonat ca toți să fie dați afară din forțele armate.
În 1941, fostul Kaiser Wilhelm al II-lea a murit. La vârsta de 55 de ani, soțul Ceciliei a devenit Șeful Casei de Hohenzollern. În timp ce în cadrul monarhiei acest lucru ar fi însemnat o schimbare mare pentru Cecilie și soțul ei, schimbarea era potențial periculoasă din cauza unui lider ce în ce mai paranoic al statului german nazist. Cecilie și soțul ei s-au retras la Castelul Oels pentru a trăi o viață liniștită, departe de pericolele de la Berlin. În februarie 1945, Cecilie a părăsit casa ei din Potsdam.

## Ultimii ani
Cecilie a părăsit Crucea Roșie în februarie 1945 pentru sanatoriul dr. Paul Sotier (medicul personal al Kaiserului Wilhelm al II-lea) Fürstenhof la Bad Kissingen în Bavaria. La 20 septembrie 1946 ea a sărbătorit împlinirea vârstei de 60 de ani împreună cu soțul și copiii ei. Tragedia a lovit încă o dată la 8 aprilie 1950 când un alt fiu, Prințul Hubertus, a murit de apendicită. 
La începutul anului 1951, sănătatea fostului Prinț Moștenitor s-a deteriorat și la 20 iulie el a murit. La brațul fiului ei, Prințul Louis Ferdinand, Cecilie și-a luat rămas bun definitiv de la soțul ei. Ea a rămas la Bad Kissingen până în 1952, când s-a mutat la un apartament din cartierul Frauenkopf din Stuttgart.
În 1952 au fost publicate memoriile Ceciliei, "Amintiri". Tragedia a lovit din nou, atunci când sora Ceciliei, regina-mamă daneză Alexandrine a murit la data de 28 decembrie a aceluiași an. La 3 ianuarie 1953 Cecilie a participat la înmormântarea ei la Catedrala Roskilde din Danemarca. Din acest moment, fosta Prințesă Moștenitoare germană nu s-a mai recuperat niciodată complet. A murit la 6 mai 1954, ziua când soțul ei ar fi împlinit 72 de ani dacă ar mai fi trăit. Înmormântarea a avut loc la 12 mai și rămășițele ei au fost îngropate lângă prințul moștenitor Wilhelm.